# Храм Веры, Надежды, Любови и матери их Софии (Киров)
Храм Веры, Надежды, Любови и матери их Софии — православный храм в Кирове (Вятке). Единственный в городе храм, закладку которого в 1994 году освятил тогдашний патриарх Московский и всея Руси Алексий Второй. Расположен на западе города, на стыке улиц Ломоносова, Лепсе и Производственной, напротив парка Победы.

## История

### Строительство
Накануне приезда на Вятскую землю в октябре 1994 года Патриарха Московского и всея Руси Алексия II у руководства Кировской области возникла идея — заложить храм в новом микрорайоне города Кирова (Вятки), чтобы сам Святейший Патриарх освятил это место в память о своем посещении Вятской земли. На выбор Епархиальному архиерею было предложено два места. Первое место, Кочуровский парк, при осмотре оказалось очень низким. От него решили от него отказаться, так как раньше храмы обычно строили на возвышенностях. Другой вариант — на стыке трех улиц Ломоносова, Лепсе и Производственной напротив парка Победы — понравился не только архиерею, но и представителям гражданской власти. Это одна из самых высоких точек города, потому её выбрали для строительства.
Идею освятить будущий храм во имя древнеримских мучениц подал сам архиерей. Он связал её с личной историей, произошедшей с ним однажды 30 сентября, в день Веры, Надежды, Любови и матери их Софии. С тех пор Владыка усердно чтил память этих святых и предложил, исходя из уникального географического положения, назвать будущий храм их именами.
2 октября 1994 года Патриарх Алексий II совершил молебен на освящение закладного камня будущего храма в присутствии губернатора Кировской области В. А. Десятникова и других представителей гражданской власти. В 1997 году администрация города объявила открытый конкурс на лучшую эскиз-идею однопрестольного православного храма на 500—700 человек с цокольным этажом. Из пяти предложенных вариантов был выбран проект архитектора Е. Л. Скопина.
За один год стройки был заложен фундамент и сделана кладка цокольного этажа. Но в 1998 году, из-за экономических проблем, стройка остановилась. Закупать стройматериалы и платить зарплату рабочим стало нечем. В качестве спасительной меры было решено провести в Кирове с помощью газет и телевидения общегородскую акцию «Народный храм» по сбору пожертвований. Многочисленные почтовые и банковские переводы начали поступать от частных лиц.
В дальнейшем был создан попечительский совет будущего храма из числа самых уважаемых бизнесменов города Кирова и области. Активное участие в работе совета принимал руководитель банка «Хлынов» ветеран Великой Отечественной войны Н. В. Попов. К строительству также были привлечены крупнейшие предприятия города Кирова, располагавшие необходимыми ресурсами и строительной техникой.
В итоге храм Любови и матери их Софии был достроен и освящен 30 сентября 2003 года митрополитом Хрисанфом.

### После постройки
В 2006 году в храме стартовал миссионерский проект — сурдоперевод богослужения и воскресная школа для глухих и слабослышащих людей. Это начинание было отмечено вниманием федеральных СМИ, в частности, рассказ о храме разместил у себя электронный портал «Православие и мир». В дальнейшем православная община глухонемых, в связи с переводом своего духовника на новое место служения, перебралась в Знаменскую церковь.
2 октября 2023 года храм отметил двадцатилетие с момента освящения. К юбилею завершилась роспись алтаря и реставрация Престола, а также был приобретен новый Евхаристический набор для совершения литургии.
20 октября в зале Вятского художественного музея имени Васнецовых был проведён праздничный концерт хоров храма.

## Архитектура
Храм построен в современном стиле. Представляет собой в сечении три луча-ветви, исходящие из основания-середины. В центре каждой из них расположен купол. Такая композиция символизирует святых Веру, Надежду, Любовь (купола по краям) и их мать Софию (основной купол), образ которых считается еще и символом многодетной семьи. Особенностью храма является его акустика: для лучшего звучания под звонницей сделаны акустические отверстия, а в стены храма встроены глиняные горшки — голосники. Колокольня находится прямо под центральным куполом. Сам храм рассчитан на 500—700 верующих..

## Расположение
Расположен на западе города, на стыке улиц Ломоносова, Лепсе и Производственной, напротив парка Победы. Ввиду соседства с парком Победы на базе этого прихода действует епархиальный отдел по взаимодействию с вооруженными силами и правоохранительными органами. В нём проводится крещение призывников и проводы их службу.

## Деятельность
При храме действуют:
- Воскресная школа
- Клуб «Светлица»
- Библиотека
- Клуб «Рукодельница»
- Театральный кружок